# ザラズ占星術
ザラズ占星術（ザラズせんせいじゅつ、Z占星術）とは、株式会社ザイクス代表の伯壬旭によって構築された占星術である。

## 概要
Z占星術の特徴は、全部で8種類のシンボル群を使用している所にある。一般的な占星術でシンボルを用いる場合はサビアン・シンボルのみであるが、Z占星術では「カルミック・シンボル（Karmic-Symbol）」「エゴイック・シンボル（Egoic-Symbol）」「コズミック・シンボル（Cosmic-Symbol）」「イターナル・シンボル（Eternal-Symbol）」、また近年登場した「デスノーツ（Death-Notes）」「土民シンボル」「インディ・シンボル（Independence-Symbols）」「竜神シンボル」を用いる。
占星術、ホロスコープは、その存在の始まりの時刻をもって創られ、その始まりの時間に太陽その他の諸ファクターが黄道十二星座のどこの位置を占めたか、そしてその位置の下にはいかなる種類のエネルギーが潜んでいるかを調べれば、その存在の運命パターンが分かるとする占術法である。その位置のエネルギーの種類は黄道十二星座360度1度1度の下に潜むシンボルによって判断される。
そのシンボルの出方については「同じ度数に占星学的要素があっても、その人の意識の極がどこにあるか、あるいはどこどこに跨がっているかによって発動するシンボルは異なる」と言う。

## シンボル誕生の経緯
創始者の伯壬旭は、サビアン・シンボルのみを用いてホロスコープを解読していたが、膨大な数のホロスコープを検証した結果「やがてこのシンボルだけでは人を判断できぬことに気付き、別のシンボル群があるのではないかと閃き、そこで編出した、というよりは表出させた」。そのシンボルが「カルミック・シンボル」「エゴイック・シンボル」「コズミック・シンボル」「イターナル・シンボル」である。この中の「エゴイック・シンボル」とはサビアン・シンボルのことであり、伯壬旭は著書『Z・天宮図』の中で「もともとこのエゴイック・シンボルはサビアン・シンボルとして、アメリカのエルシー・ウィーラーによって1925年に呈示されたシンボルであるが、名称が不明瞭なためエゴイック・シンボルに直した。」と語っている。
2007年には「インディ・シンボル」、次いで「竜神シンボル」、更に「デスノーツ」、そして「土民シンボル」の4種のシンボルが立て続けに発表され、「エゴイック・シンボルは既にカルミック・シンボルの仲間入りした。コズミックとターナルの今後であるが、コズミックはエゴイックのアンチ・テーゼとして出現したシンボルであり、その意味では「化（ケ）城」であったのかもしれない。エゴイック、コズミック、イターナルは正反合を原則としているからコズミックが化城であればイターナルも当然化城になる。」とザイクス会員向け論文の中で述べている。
「カルミック・シンボル」「エゴイック・シンボル」「コズミック・シンボル」「イターナル・シンボル」の4種のシンボルは急速に力を失っており、現在では「デスノーツ」「土民シンボル」「インディ・シンボル」「竜神シンボル」を主に用いている。

## 各シンボルの特性
- カルミック・シンボル（Karmic-Symbol） - 魂が主体のシンボル。
- エゴイック・シンボル（Egoic-Symbol） - 光霊（正身）が主体のシンボル。
- コズミック・シンボル（Cosmic-Symbol） - 射干霊（反身）が主体のシンボル。
- イターナル・シンボル（Eternal-Symbol） - 不二一体となった正反両身が主体のシンボル。
- デスノーツ（Death-Notes） - インディ・シンボルと対になる不幸・不運のシンボル。
- 土民シンボル - 生活に密着した庶人のシンボル。
- インディ・シンボル（Independence-Symbols） - 天才・義人・独創性のシンボル。
- 竜神シンボル - インディ・シンボルのハイパー・バージョン。インディ・シンボルの力の源泉を持っているシンボル。

## 各ファクターの特性
ファクターとは惑星や小惑星、ノードなどの占星学的要素の総称で、ホロスコープ盤上360度のいずれかの度数に配置され、その度数の下に潜むシンボルがファクターを通して発動する。Z（ざらず）占星術では一般的な西洋占星術と比較して使用するファクターの数が多いことも、その特徴の一つとなっている。

### 惑星
- 太陽 - 全体的な運命パターン・性格。ルーラーは獅子座・5室。
- 月 - 感性の主体。人気、情緒、エモーショナル、視床下部に対応。その人自身の性格や感情表現にも出る。ルーラーは蟹座・4室。
- 水星 - 知性、メンタリティ、流通（物・言葉）、脳脊椎神経組織に対応。思考パターンや行動形式が出る。ルーラーは双子座・3室と乙女座・6室。
- 金星 - 趣味、娯楽、ファッション。価値観の星で精神的な事柄を好む。女性は子宮、女性器に関係あり。脳下垂体に対応。女性は生殖腺を兼ねる。ルーラーは牡牛座・2室と天秤座・7室。
- 火星 - 剣、軍隊、格闘技、スポーツ。男性器と関係あり。筋肉に対応（男性は生殖腺も兼ねる）。男女とも行動パターン（活動力）が表れる。現実界の切り口。最後の接点。ルーラーは牡羊座・1室。
- 木星 - 金融、拡大、自由。一般には意識と運命、コミュニケーションを発展・膨張させる星。内臓に対応する。ルーラーは射手座・9室。
- 土星 - カルマ、人間関係、各種精神病など。骨歯に対応。経済的基盤も関係あり。ユダヤ・謀略の星でもある。ルーラーは山羊座・10室。
- 天王星 - 激変、特異性、地震、革命の星。独創的な行動や発明と関係あり。松果腺に対応する。ルーラーは水瓶座・11室。
- 海王星 - 波動、謀略、霊的な仕事。宗教・精神世界と直に関係がある。副交感神経組織に対応する。ルーラーは魚座・12室。
- 冥王星 - 死と再生。生殖活動。男性の生殖器と関係があり。延髄に対応する。ルーラーは蠍座・8室。
- 地球 - 天命、太陽神との関係、金魔Z（ざらず）の星。

### ノード
- 竜頭（ドラゴン・ヘッド） - 運命の吹き上げ口。強運の部位。
- 竜尾（ドラゴン・テイル） - 運命の吸い込み口。逆運の部位。ドラゴン・ラインは運命の軸線。

### カスプ
- ASC（アセンダント） - 自分自身、性格、他の存在に対して示すやり方・態度。1室のカスプ。
- DES（ディセンダント） - 相手関係、敵、顧客。他の存在が当事者に対して示すやり方・態度。またその逆も出る。パートナーの性格・運命。7室のカスプ。
- MC（エムシー） - 仕事・権力・地位。天職なども出る。10室のカスプ。
- IC（アイシー） - 拠って立つ基盤。生活環境、仕事環境。4室のカスプ。

### 占星点
- 幸運点 - 幸運のポイント。人気と関係がある。自分の計画に乗らぬ幸運が訪れる場所。丹田や希望玉に対応。他の星と合関係になることによって、合になった星の力を強化すると共に幸運点自体の力が発揮される。
- Vtx（ヴェルテックス） - 副MC。MCの陰画に対応。内分泌腺に対応。
- Vtx（ヴェルテックス バー） - 副IC。Vtxの対極に位置する。※本表記はスペルの上にライン。
- Eq（イーキュー） - 副ASC。ASCの陰画に対応。視神経に対応。
- Eq（イーキュー バー） - 副DES。Eqの対極に位置する。※本表記はスペルの上にライン。
- 殃（ワザワヒ）星 - 大凶の星。幸運の邪魔をする「足引っぱり点」。
- Z（ざらず）星 - Z（ざらず）計画における天命（自分の位置・仕事）が現れる重要なポイント。
- 幸極（こうぎょく）星 - 幸運点の対極に位置するファクター。反殃星と連動することで殃星を制圧する。
- 反殃星 - 殃星の対極に位置するファクター。幸極星と連動することで殃星を制圧する。

### 小惑星
- Juno（ジュノー） - 恋愛・結婚。超越的な恋、愛情。DESの夫婦関係のような正式なパートナー関係ではなく恋人関係が出る。恋愛で重要な星。自分のパートナーの性格。自分がパートナーに対して取る態度。相手が自分に対して取る態度。二人の共同運命。二人の相性が出る。（旧：執着の恋・愛情）
- パラス - 自然美・人気。外連味（けれんみ）のない美しさ、人気。金星、月、太陽のどれかと合関係で明るいシンボルであるとより良い。（旧：美しさを競う虚栄）
- トランスプルート - 魔人・謀略・筋力・生殖力・男性器。軍師、絶倫。火星の近くで、攻撃的もしくは謀略的なシンボルだと良い。（旧：自称軍師）
- セレス - 生活規範・清規（しんぎ）。天地の掟に順応する生活。起床から就寝に至る責任感有る日々の規則正しい生活を組立てる。礼儀もその中に含まれる。（旧：常識に縛られた生活）
- ヴェスタ - 洞察・発想の転換。ポイントを的確に補む力と発想の転換。人の心の真偽を直感的に洞察する星であり、同時に行き詰まった時発想の転換を容易にする星。（旧：切れ味の悪い洞察・発想）
- ヴァルカン（ウルカヌス） - 策謀。席巻する策。策謀を運らす。相手の弱点を衝く才略（家康的）。（旧：小回りの策）
- クロノス - 読みの鋭さ。智慧者。透明感の有る鋭い読みと才略（真田幸村的）。（旧：姦悪）
- キロン（ケイロン） - 論理的思考。是々非々の論。前頭葉を開発する星。水星よりある意味もっと論理的思考上大きな力を有つ。（旧：アラ探し）
- アドメトス - 清明。義人。清明とは感情に流されることのない澄んだハートをいう。（旧：偽聖人）